# Itara
Itara är ett släkte av insekter. Itara ingår i familjen syrsor.

## Dottertaxa tillItara, i alfabetisk ordning[1]
- Itara abdita
- Itara ampla
- Itara aperta
- Itara borneoensis
- Itara chopardi
- Itara communis
- Itara copiosa
- Itara denticulata
- Itara diligens
- Itara distincta
- Itara finitima
- Itara ivanovi
- Itara johni
- Itara kalimantanensis
- Itara kerzhneri
- Itara kirejtshuki
- Itara korotyaevi
- Itara latiapex
- Itara latipennis
- Itara major
- Itara maxima
- Itara megacephala
- Itara melanocephala
- Itara microcephala
- Itara minor
- Itara minuta
- Itara mira
- Itara mjobergi
- Itara nigra
- Itara nocturna
- Itara pacholatkoi
- Itara palawanensis
- Itara parallela
- Itara pendleburyi
- Itara popovi
- Itara proxima
- Itara raggei
- Itara sabahensis
- Itara sarawakensis
- Itara sericea
- Itara similis
- Itara singularis
- Itara sonabilis
- Itara sympatrica
- Itara thailandensis
- Itara tinnula
- Itara trusmadi
- Itara uvarovi
- Itara vietnamensis